# Patrik Bäärnhielm
Claes Patrik Bäärnhielm, född 24 juli 1983 i Luleå, är en svensk professionell ishockeyspelare som spelar för Storhamar Dragons i den norska GET-ligaen.
Bäärnhielm inledde sin karriär i moderklubben Luleå HF och ansågs tidigt vara en stor talang. Han debuterade i Elitserien vid 18 års ålder under säsongen 2001/2002 och säsongen efter spelade han 30 matcher i Elitserien. Därefter blev det endast sporadiska framträdanden för Bäärnhielm i Elitserien. Istället spelade han senare för Bodens IK, Piteå HC och Växjö Lakers i Hockeyallsvenskan och Jukurit i Mestis innan han kom till Lillehammer IK inför säsongen 2007/2008, en klubb han spelade i fram till säsongen 2012/13 då Bäärnhielm skrev på för Sparta Warriors.
Bäärnhielm är en spelare med goda kvalitéer i båda ändarna av isen och är normalt en av de spelare som har mest istid under en match.